# مرتفع كبير
مرتفع كبير قرية سوريّة تتبع إداريّاً لمحافظة حلب منطقة جرابلس ناحية غندورة، بلغ تعداد سكانها 122 نسمة حسب التعداد السكاني لعام 2004.